# العلاقات الفانواتية الفنزويلية
العلاقات الفانواتية الفنزويلية هي العلاقات الثنائية التي تجمع بين فانواتو وفنزويلا.

## مقارنة بين البلدين
هذه مقارنة عامة ومرجعية للدولتين:
| وجه المقارنة                                              | فانواتو                                  | فنزويلا                                  |
| --------------------------------------------------------- | ---------------------------------------- | ---------------------------------------- |
| المساحة (كم2)                                             | 12.19 ألف                                | 916.45 ألف                               |
| عدد السكان (نسمة)                                         | 276.24 ألف                               | 28.87 مليون                              |
| الكثافة السكانية (ن./كم²)                                 | 22.66                                    | 31.5                                     |
| العاصمة                                                   | بورت فيلا                                | كاراكاس                                  |
| اللغة الرسمية                                             | اللغة البسلاما، لغة فرنسية، لغة إنجليزية | اللغة الإسبانية، لغة الإشارة الفنزويلية ‏ |
| العملة                                                    | فاتو فانواتي                             | بوليفار فنزويلي                          |
| الناتج المحلي الإجمالي (بليون دولار)                      | 862.88 مليون                             | 482.36 مليار                             |
| الناتج المحلي الإجمالي (تعادل القوة الشرائية) بليون دولار | 790.76 مليون                             |                                          |
| الناتج المحلي الإجمالي الاسمي للفرد دولار أمريكي          | 2.81 ألف                                 |                                          |
| الناتج المحلي الإجمالي للفرد دولار أمريكي                 | 3.03 ألف                                 |                                          |
| مؤشر التنمية البشرية                                      | 0.594                                    | 0.762                                    |
| رمز المكالمات الدولي                                      | +678                                     | +58                                      |
| رمز الإنترنت                                              | .vu                                      | .ve                                      |
| المنطقة الزمنية                                           | ت ع م+11:00                              | 00                                       |

## منظمات دولية مشتركة
يشترك البلدان في عضوية مجموعة من المنظمات الدولية، منها:
| علم المنظمة | اسم المنظمة                        | تاريخ انضمام فانواتو | تاريخ انضمام فنزويلا |
| ----------- | ---------------------------------- | -------------------- | -------------------- |
|             | يونسكو                             | 10 فبراير 1994       | 25 نوفمبر 1946       |
|             | مؤسسة التمويل الدولية              | 28 سبتمبر 1981       | 28 ديسمبر 1956       |
|             | منظمة حظر الأسلحة الكيميائية       | ?                    | ?                    |
|             | منظمة التجارة العالمية             | ?                    | ?                    |
|             | وكالة ضمان الاستثمار متعدد الأطراف | 27 يوليو 1988        | 9 مايو 1994          |
|             | الاتحاد البريدي العالمي            | ?                    | ?                    |
|             | الاتحاد الدولي للاتصالات           | 30 مارس 1988         | 13 أغسطس 1920        |
|             | الأمم المتحدة                      | 15 سبتمبر 1981       | 15 نوفمبر 1945       |
|             | البنك الدولي للإنشاء والتعمير      | 28 سبتمبر 1981       | 30 ديسمبر 1946       |
|             | المنظمة الهيدروغرافية الدولية      | ?                    | ?                    |

## وصلات خارجية
- موقع وزارة الخارجية الفنزويلية